# Musée de paléontologie de Naples
Le musée de paléontologie de Naples (italien : Museo Universitario di Paleontologia) est le plus récent des quatre musées du Centre de sciences physiques et naturelles de l'université de Naples - Frédéric-II. 
Il a été créé en 1932 bien que des collections de fossiles fussent conservées au musée royal de minéralogie de Naples avant cette date, au XIXe siècle. Aujourd'hui, il est situé dans le cloître des saints Marcellino et Festo. 

## Collections
Il présente plusieurs collections : poissons fossiles de Giffoni Valle Piana, Pietraroja et Castellammare di Stabia, mammifères (comme un crâne de jeune Elephas antiquus italicus), plantes fossiles comprenant un palmier fossile complet, reptiles marins et reptiles volants. 

Depuis 1996, un spécimen de fossile d'Allosaurus fragilis d'Amérique du Nord, très bien conservé, est conservé. Toujours en ce qui concerne les dinosaures, des restes d'œufs, de fragments de peau et d'os, ainsi que des moulages de Scipionyx samniticus (le «Ciro») et un crâne d'Oviraptor. 

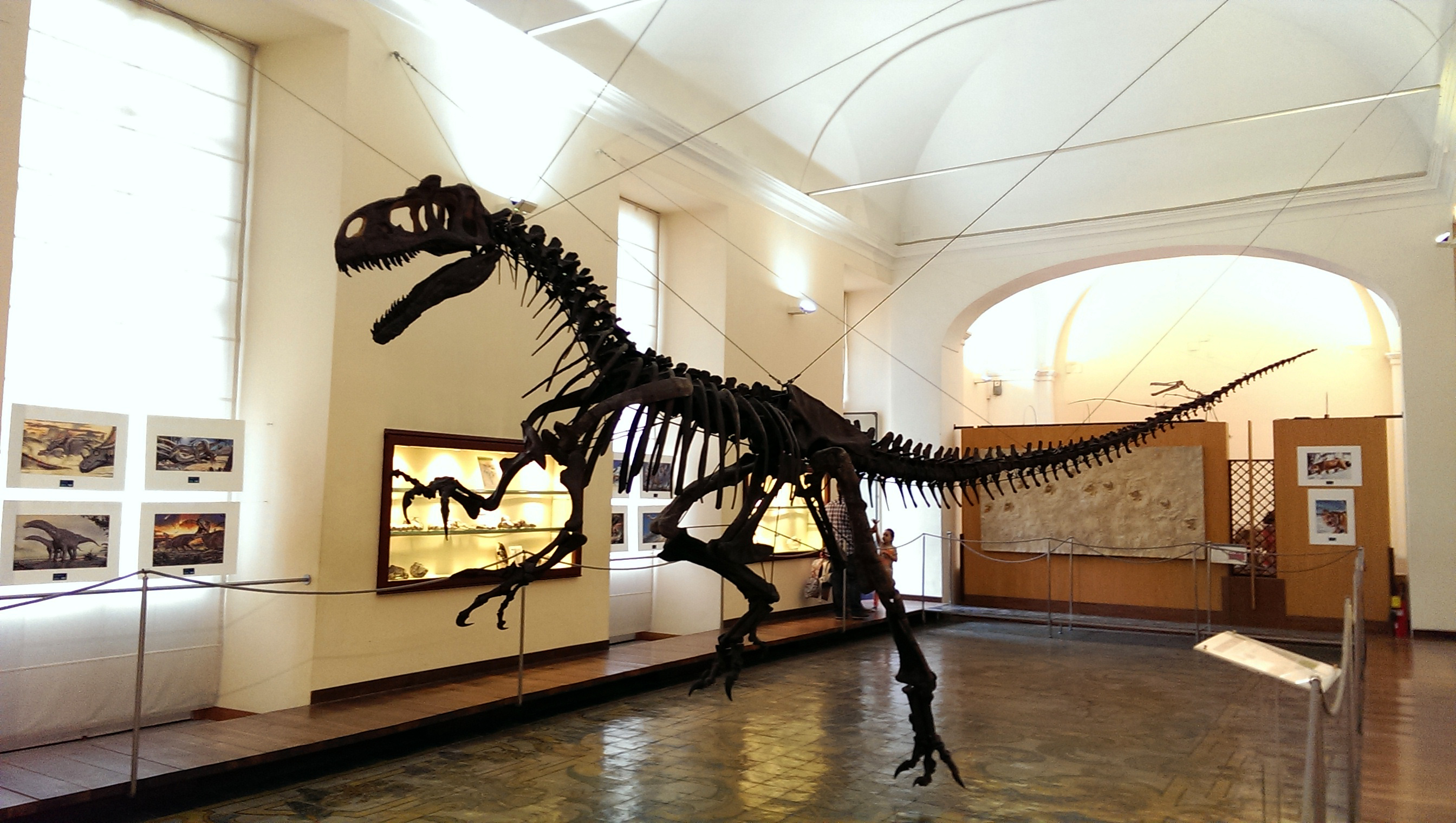
Allosaure du musée de paléontologie de Naples